# Sastroides nigriceps
Sastroides nigriceps là một loài bọ cánh cứng trong họ Chrysomelidae. Loài này được Kimoto miêu tả khoa học năm 2004.